# Нікола Пуссен
Ніколя́ чи Нікола́ Пуссéн (фр. Nicolas Poussin; в Італії його йменували Нікколо́ Пуссі́но (італ. Niccolò Pussino); 15 червня 1594, близ Лез-Анделі — 19 листопада 1665, Рим) — французький живописець, найпослідовніший представник класичного французького бароко, філософ, мистецтвознавець і теоретик мистецтва, один із найосвіченіших людей свого часу. Значну частину діяльного творчого життя провів у Римі, в якому знаходився з 1624 року і користувався заступництвом кардинала Франческо Барберіні. Звернувши на себе увагу короля Людовика XIII і кардинала Рішельє, був удостоєний стану першого живописця короля. 1640 року приїхав до Парижа, але не зміг пристосуватися до положення при королівському дворі та пережив ряд суперечок із провідними французькими митцями. 1642 року Пуссен повернувся до Італії, де мешкав до самої смерті, виконуючи замовлення французького королівського двору і невеликої групи освічених колекціонерів. Помер і похований в Римі.
У каталозі Жака Тюїл'є 1994 року позначено 224 полотнини Пуссена, атрибуція яких не викликає сумнівів, а також 33 роботи, авторство яких може оскаржуватися. Картини художника виконані на історико-міфологічні і біблійні сюжети, відзначені суворим раціоналізмом композиції і вибору художніх засобів. Важливим засобом самовираження для нього став пейзаж. Одним із перших митців Пуссен оцінив монументальність локального кольору і теоретично обґрунтував перевагу лінії над барвами. Після смерті його висловлювання стали теоретичною основою академізму і діяльності Королівської академії малярства. Його творчу манеру уважно вивчали Жак-Луї Давід і Жан Огюст Домінік Енгр. Протягом XIX—XX століть оцінки світогляду Пуссена і тлумачення його творчості неухильно змінювалися.

## Джерела життєпису

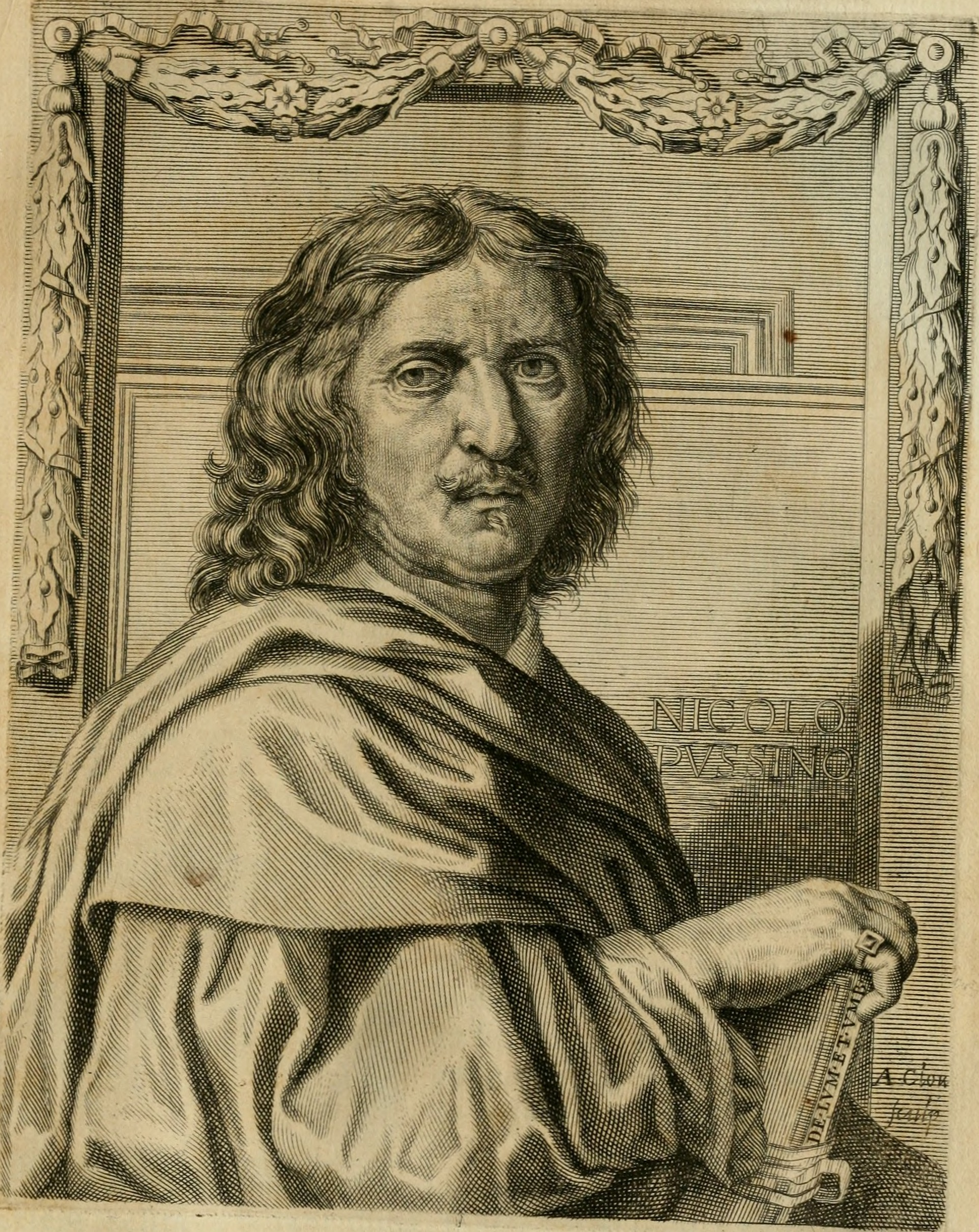
Пуссен. Ритина з книги Беллорі «La vita de' pittori, scultori et architetti moderni», 1672

### Походження. Учнівство

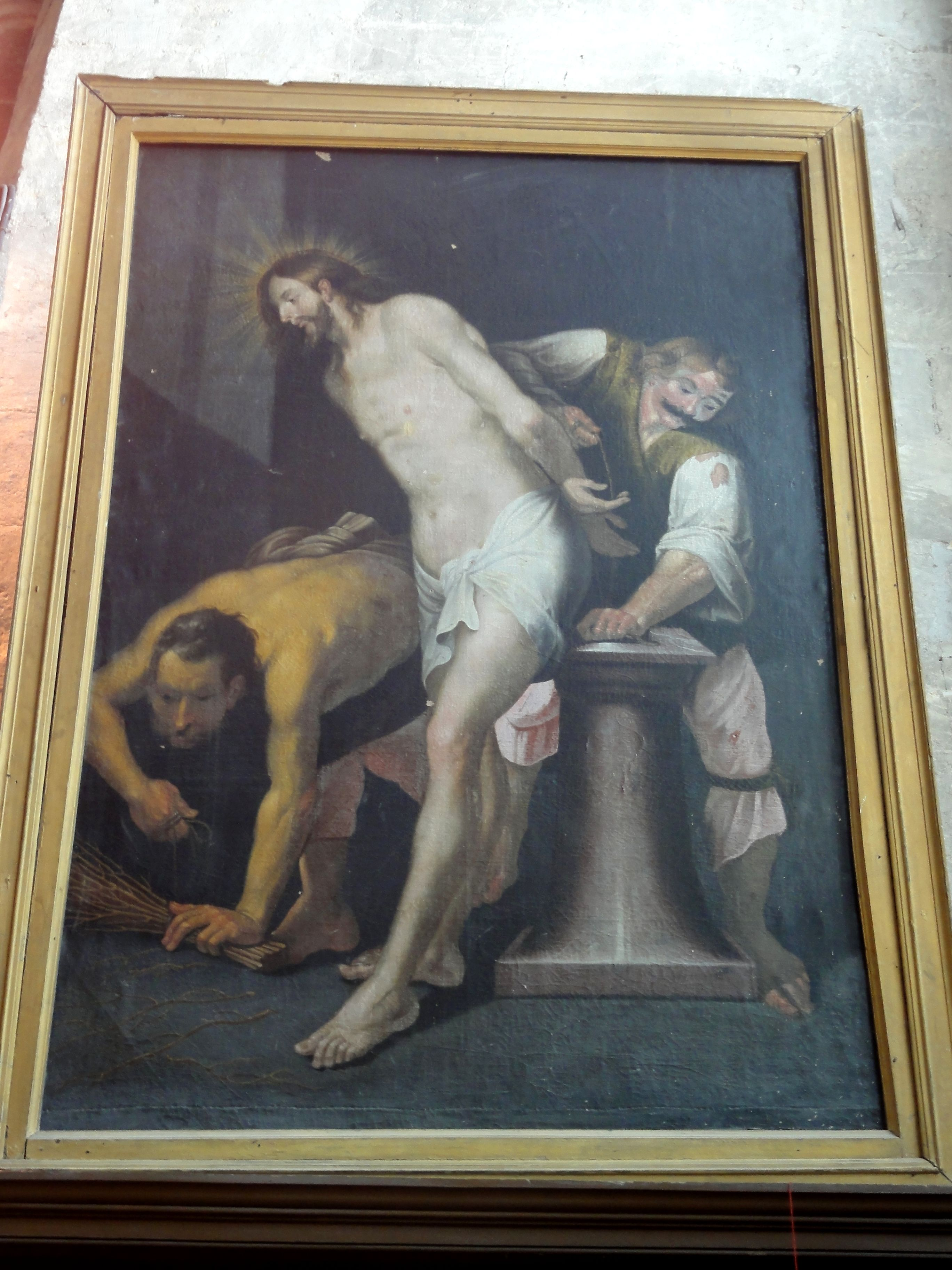
Квентін Варен. Бичування Христа. Комп'єн, церква Сен-Жак

### Париж — Пуату. Поїздка до Флоренції (1616—1618)

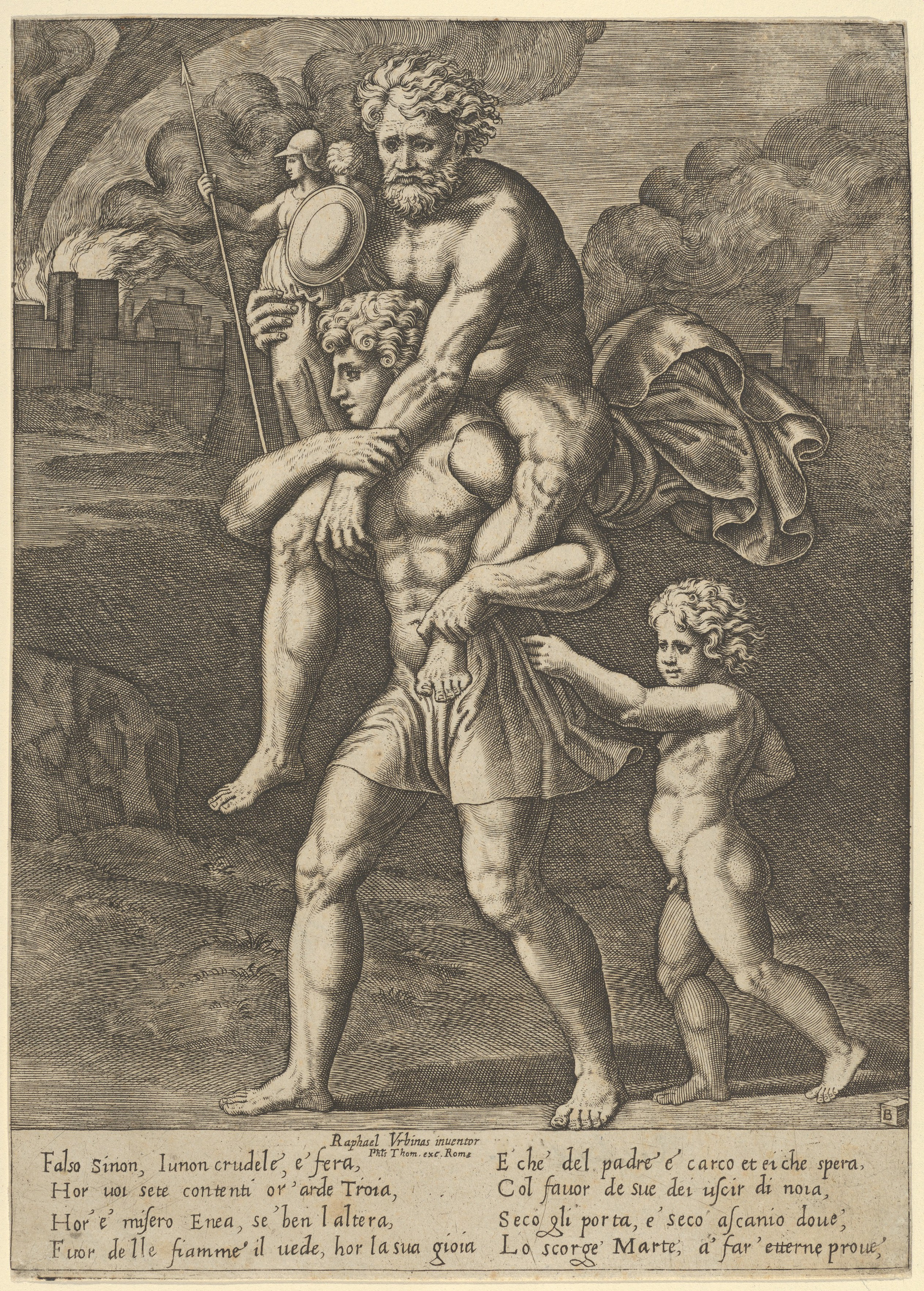
Еней несе на плечах Анхіса, рятуючись зі зруйнованої Трої. Ритина за нарисом Рафаеля. 1530—1560-і роки, Метрополітен-музей

### Париж — Ліон (1619—1623)

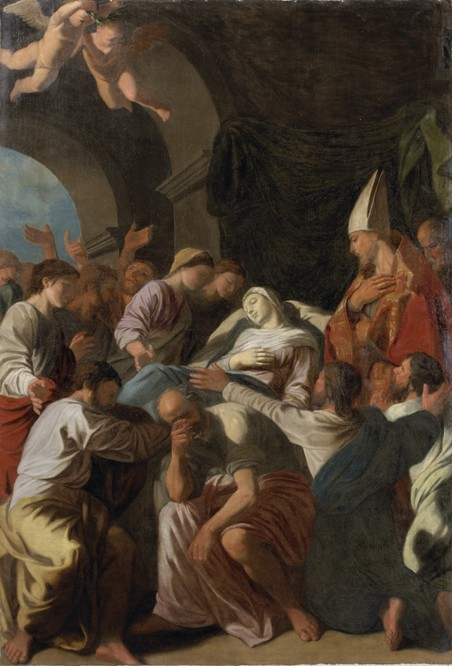
Успіння Богородиці. 1623. Полотно, олія, 203 × 138 см. Церква св. Панкратія, Стерренбек, Бельгія

### Пуссен і кавалер Маріно

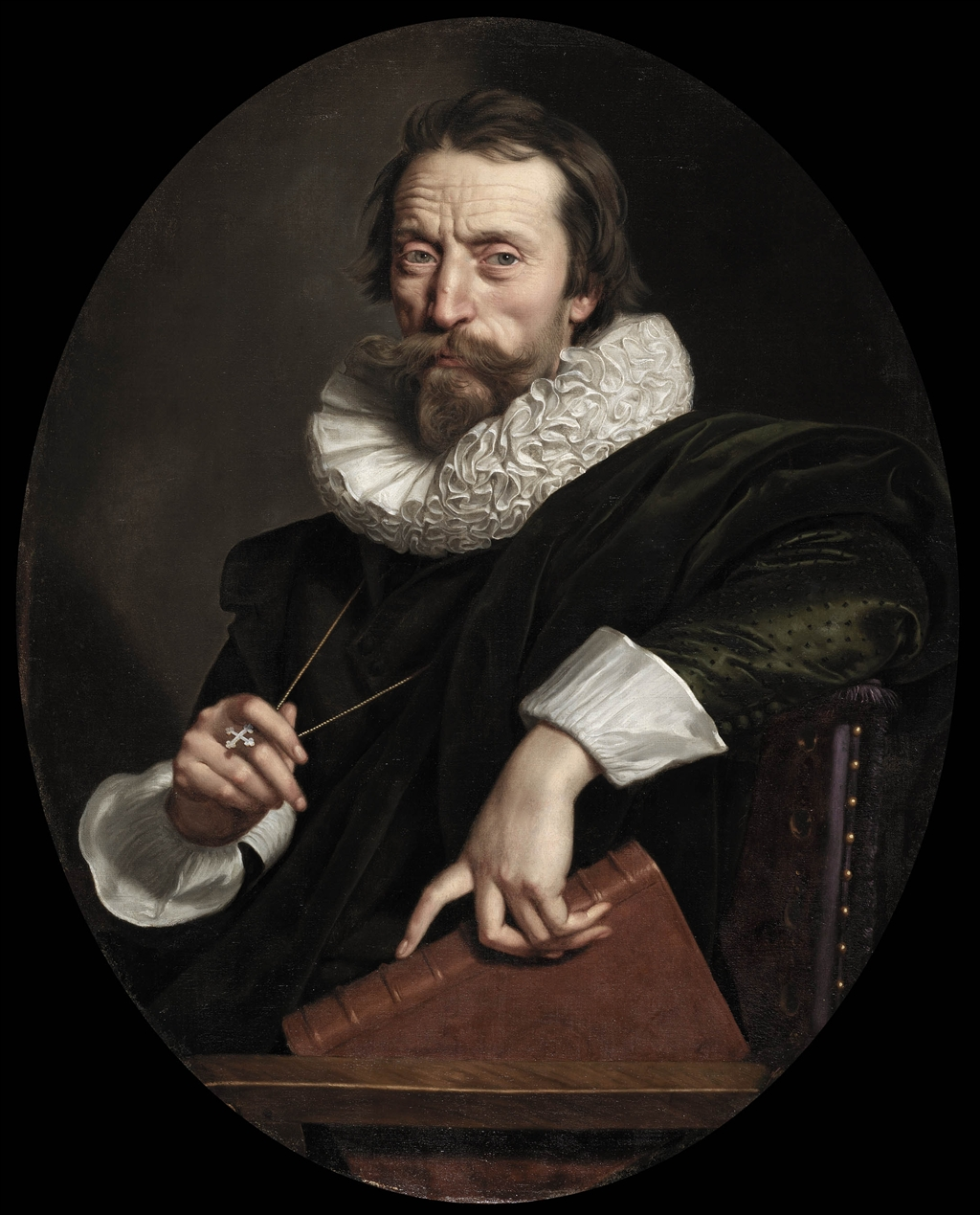
Франс Пурбус молодший. Поличчя кавалера Маріно. Близько 1619. Полотно, олія, 81 × 65,7 см. Детройтський інститут мистецтв

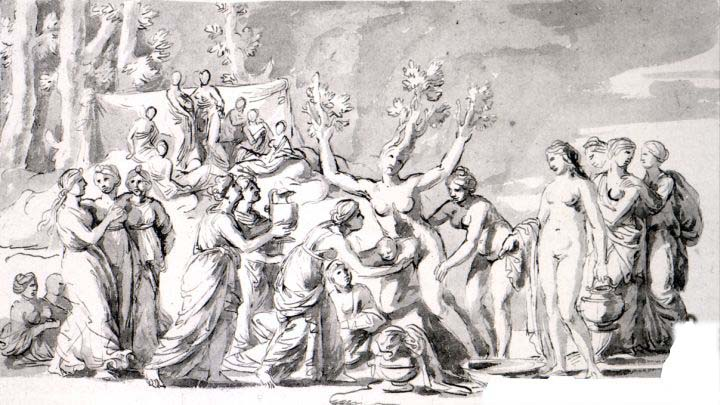
Народження Адоніса. Один з перших збережених малюнків Пуссена 1623 року. Віндзорський замок

### Перші роки в Римі. Адаптація

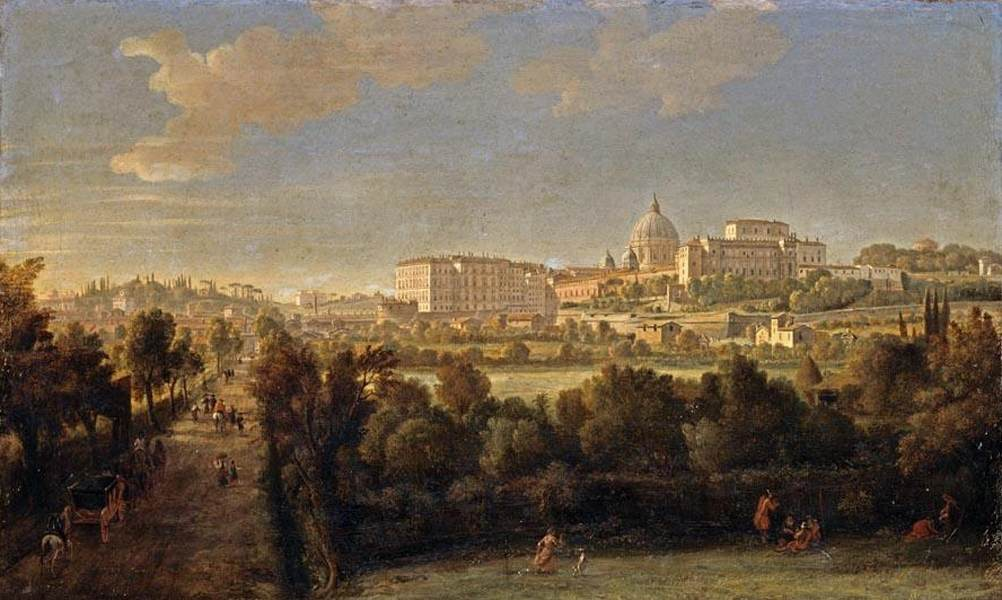
Каспар ван Віттель. Вигляд на Собор св. Петра і Ватикан. Друга половина XVII століття

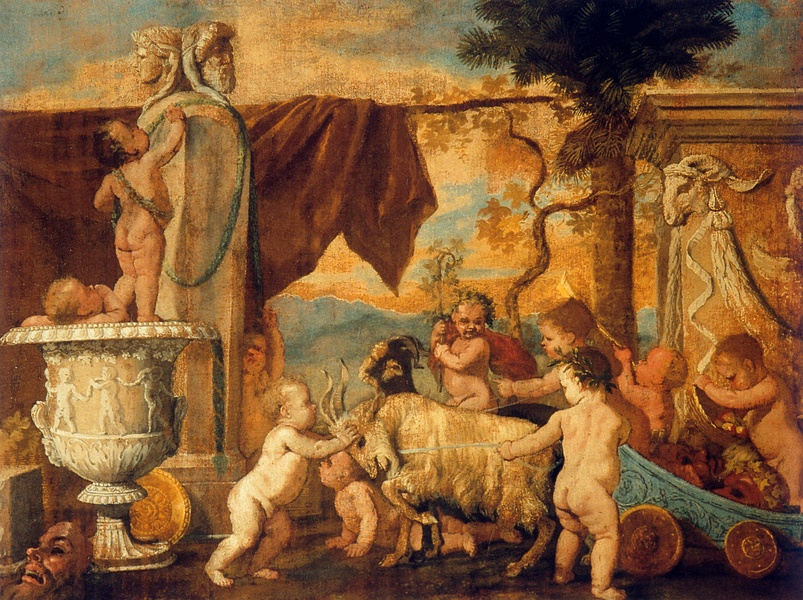
Вакханалія путти. 1626, панель, темпера, 56 × 76,5 см. Рим, Національна галерея стародавнього мистецтва